# Brodniczka (województwo kujawsko-pomorskie)
Brodniczka – wieś w Polsce położona w województwie kujawsko-pomorskim, w powiecie brodnickim, w gminie Świedziebnia.
W latach 1975–1998 miejscowość należała administracyjnie do województwa toruńskiego.